# نظریه توجیه
نظریه توجیه بخشی از معرفت شناسی است که برای درک توجیه گزاره‌ها و اعتقادات تلاش می‌کند. معرفت شناسان به ویژگی‌های مختلف معرفتی باور، که شامل ایده‌های توجیه، حکم، عقلانیت، و احتمال می‌باشند، علاقه‌مند هستند. از این چهار اصطلاح، اصطلاحی که به‌طور گسترده در اوایل قرن ۲۱ مورد استفاده قرار گرفت و در مورد آن بحث‌های زیادی انجام شد، "حکم" است.
در واقع، توجیه همان دلیلی است که فردی بر اساس آن باور خود را استوار می‌کند. اگر فرد «الف» ادعایی نماید و فرد «ب» آن را مورد شک و تردید قرار دهد، حرکت بعدی فرد «الف» به‌طور معمول ارائه یک «توجیه» خواهد بود.
تجربه گرایی، تصدیق معتبر و قیاس منطقی، اغلب با مقوله توجیه درگیر هستند.
نظریه‌های دانش مبتنی بر توجیه را می‌توان به دو دسته تقسیم کرد:
- خردگریزی (به انگلیسی: Irrationalism)
- خردگرایی جامع (به انگلیسی: Panrationalism)

## پی نوشت‌ها
1. ↑  «نسخه آرشیو شده». بایگانی‌شده از اصلی در ۲۰ دسامبر ۲۰۱۳. دریافت‌شده در ۱۹ دسامبر ۲۰۱۳.